# 腓罗迈卢斯
腓罗迈卢斯（英語：Philomelus）。古希腊神话人物之一，为得墨忒耳和伊阿西翁之亲属。他曾买了两只公牛，发明了马车以及犁，并在自己的土地上耕种和栽培了作物。后来他的马车以及犁成为了大熊座。